# پل رودولف
 پل رودولف (انگلیسی: Paul Rudolph؛ ۲۳ اکتبر ۱۹۱۸ – ۸ اوت ۱۹۹۷) یک معمار اهل ایالات متحده آمریکا بود.